# Jan Fries (Okkultist)
Jan Fries (* vor 1985) ist ein deutscher Okkultist, Neoschamane, Natur- und Runenmagier und Autor mehrerer Bücher.
Jan Fries hat den Begriff des Freistilschamanismus geprägt, der eine Form der Magie bezeichnet, die Trance und Nähe zur Natur betont, sich aber – anstelle von Wurzeln in einer schamanischen Tradition – ähnlich wie die Chaosmagie – in der individuellen Erfahrung begründet. Er nennt als seine wichtigsten Einflüsse den Zos Kia Cultus, die Maat Magick, Kaula-Tantra, das Neuro-Linguistische Programmieren und den Daoismus.
Gemäß Fries bestehen die Grundübungen der magischen Praxis in Imagination und Visualisation. Die Fähigkeiten zu Vision und Trance sollen entwickelt werden und die Praxis der Sigillenmagie, automatisches Schreiben, der Umgang mit Runen und Mandalas und das Beschwören von Natur- und Tiergeistern bilden den Schwerpunkt. Neu an seinem Werk sind u. a. die detaillierte Einführung in die Praxis der Schütteltrancen (Trancen und Besessenheitszustände, die mit körperlichem Schwanken oder Zittern einhergehen oder durch diese herbeigeführt werden), das Entwerfen neuer Bewusstseinszustände sowie innovative Praxis von Runen, Ogham und Yijing-Divination.

## Werke
Um ein internationales Publikum anzusprechen, sind Fries’ Bücher bisher alle zuerst auf Englisch erschienen. Die deutschen Übersetzungen wurden vom Autor neu bearbeitet und häufig um zusätzliche Inhalte ergänzt. Sämtliche Illustrationen vom Verfasser.
- Visuelle Magie. Ein Handbuch des Freistilschamanismus. Edition Ananael, Bad Ischl 1995, ISBN 3-901134-06-9.
- Helrunar. Ein Handbuch der Runenmagie. Ananael, Bad Ischl 1997, ISBN 3-901134-13-1.
- Seidwärts. Schütteltrancen, Siedezauber, Schlangenmysterien. Ananael, Bad Ischl 2004, ISBN 3-901134-19-0.
- Der Kessel der Götter. Handbuch der keltischen Magie. Edition Roter Drache, Rudolstadt 2010, ISBN 978-3-939459-28-6.
- Kali Kaula. Ein Handbuch der tantrischen Magick. Edition Roter Drache, Remda-Teichel 2015, ISBN 978-3-939459-92-7.

Bisher noch nicht auf Deutsch erschienen:
- Living Midnight. Three Movements of the Tao. Mandrake, Oxford 1998, ISBN 1-869928-50-4.
- Nightshades. A Tourist Guide to the Nightside. Mandrake, Oxford 2012, ISBN 978-1-906958-45-9.
- Dragon Bones. Ritual, Myth and Oracle in Shang Period China. Avalonia, London 2013, ISBN 978-1-905297-62-7.
- The Seven Names of Lamastu. A Journey through Mesopotamian Magick and Beyond. Avalonia, London 2017, ISBN 978-1-910191-04-0.
- Manasa and Neta. Myth and Magick of East India's Serpent Goddesses. Avalonia, London 2019, ISBN 978-1-910191-14-9.